# Октябрьский район (Челябинская область)
Октя́брьский райо́н — административно-территориальная единица (район) и одноимённое муниципальное образование (муниципальный район) в Челябинской области Российской Федерации.
Административный центр — село Октябрьское.

## География
Район расположен в восточной части области. В пределах района течёт река Уй, насчитывается 280 озёр. На территории района расположены два государственных заказника: Селиткульский и Кочердыкский. Район граничит: на востоке — с Целинным, на севере — с Альменевским, Сафакулевским районами Курганской области, на западе — с Еткульским, Увельским, Троицким районами Челябинской области, на юге — с Фёдоровским районом Кустанайской области Казахстана.

### Природа
Район расположен в восточной части области в лесостепной зоне, в которой разнотравно — злаковые степи чередуются с сосновыми борами, сосново — березовыми рощами и березовыми колками. Район граничит с землями Увельского, Троицкого, Еткульского районов Челябинской области, с Курганской областью и республикой Казахстан. Рельеф района — полого — волнистый с общим понижением местности в направлении на восток, благоприятный для освоения территории.
Гидрологическая сеть представлена рекой Уй с притоками: Черная и Тогузак. В пределах района р. Уй является пограничной между Россией и республикой Казахстан. В границах района протяженность р. Уй составляет 101 километр. В районе насчитывается 280 озёр. Озёрность составляет 10,5 процентов территории. Наиболее крупные озёра: Буташ, Селит — Куль, Картабиз, Кара — Тибис, 66 средних озёр и 210 мелких. По глубине озёра входят в группу мелких (2 — 5 метров) и очень мелких (до 2-х метров). Малые озёра имеют пресную воду, а для средних и крупных озёр характерна минерализация воды. Памятник природы областного значения — озеро «Сладкое» площадью 32 гектара. Озеро имеет оздоровительное и рекреационное значение. Сорок водоёмов района используется для зарыбления и отлова ценных пород рыб (пелядь, карп).
На территории района расположено два государственных заказника: Селиткульский и Кочердыкский. Селиткульский заказник — комплексный, занимает площадь 40 тысяч гектаров, в том числе: лес — 18 тыс. га, поле — 20 тыс. га, вода — 2 тыс. га. Охраняемые в нем виды диких животных: лось, косуля, зайцы, тетерев. Кочердыкский заказник — видовой, занимает площадь — 18 тысяч гектаров, в том числе: лес — 4 тыс. га, поле — 11 тыс. га, вода — 3 тыс. га. Охраняемые в нем виды диких животных: косуля, водоплавающие птицы (серый гусь).

## История
Образован 4 ноября 1926 (по другим данным 1924 г.) под названием Подовинный в составе Троицкого округа Уральской области, административный центр — село Подовинное. С 1930 г., после упразднения окружной системы, в составе Уральской области. С 1934 года в составе Челябинской области. Постановлением ВЦИК 18.01.1935 г. путем разукрупнения из состава района выделен Каракульский район. В марте 1935 года (по другим сведениям в мае) Подовинный район переименован в Октябрьский район, районный центр перенесен в село Калмыково, с переименованием последнего в Октябрьское. В апреле 1959 г. в состав района передана территория упразднённого Каракульского района.

## Население
| 2002    | 2005    | 2006    | 2007    | 2008    | 2009    | 2010    |
| ------- | ------- | ------- | ------- | ------- | ------- | ------- |
| 28 245  | ↘25 607 | ↘24 437 | ↘23 469 | ↘22 846 | ↗26 848 | ↘21 097 |
| 2011    | 2012    | 2013    | 2014    | 2015    | 2016    | 2017    |
| ↘21 051 | ↘20 727 | ↘20 450 | ↘20 161 | ↘19 937 | ↘19 926 | ↘19 788 |
| 2018    | 2019    | 2020    | 2021    | 2023    |         |         |
| ↘19 638 | ↘19 240 | ↘18 893 | ↘18 882 | ↘18 437 |         |         |

### Национальный состав
Татарские населённые пункты — Аминево, Теренкуль.

## Территориальное устройство
Октябрьский район как административно-территориальная единица области делится на 13 сельсоветов. Октябрьский муниципальный район, в рамках организации местного самоуправления, включает соответственно 13 муниципальных образований со статусом сельских поселений:
| №  | Муниципальное образование              | Административный центр      | Количество населённых пунктов | Население (чел.) | Площадь (км²) |
| -- | -------------------------------------- | --------------------------- | ----------------------------- | ---------------- | ------------- |
| 1  | Боровое сельское поселение             | село Боровое                | 4                             | ↗488             | 195,19        |
| 2  | Каракульское сельское поселение        | село Каракульское           | 3                             | ↘1090            | 250,02        |
| 3  | Кочердыкское сельское поселение        | село Кочердык               | 7                             | ↗984             | 600,68        |
| 4  | Крутоярское сельское поселение         | посёлок Крутоярский         | 3                             | ↗1096            | 409,87        |
| 5  | Лысковское сельское поселение          | село Лысково                | 4                             | ↗437             | 193,29        |
| 6  | Маякское сельское поселение            | село Маячное                | 5                             | ↗1334            | 434,44        |
| 7  | Мяконькское сельское поселение         | село Мяконьки               | 2                             | ↘342             | 212,46        |
| 8  | Никольское сельское поселение          | село Большеникольское       | 3                             | ↗918             | 334,82        |
| 9  | Октябрьское сельское поселение         | село Октябрьское            | 9                             | ↘7646            | 685,63        |
| 10 | Подовинное сельское поселение          | село Подовинное             | 5                             | ↗2234            | 394,65        |
| 11 | Свободненское сельское поселение       | посёлок Свободный           | 4                             | ↘522             | 221,84        |
| 12 | Уйско-Чебаркульское сельское поселение | деревня Уйско-Чебаркульская | 3                             | ↘1212            | 292,56        |
| 13 | Чудиновское сельское поселение         | село Чудиново               | 1                             | ↘456             | 130,90        |

### Населённые пункты
В Октябрьском районе 52 населённых пункта.
| №  | Населённый пункт    | Тип     | Население | Муниципальное образование              |
| -- | ------------------- | ------- | --------- | -------------------------------------- |
| 1  | Александровка       | деревня | ↘285      | Каракульское сельское поселение        |
| 2  | Александровка       | деревня | ↘165      | Никольское сельское поселение          |
| 3  | Аминево             | деревня | ↘80       | Свободненское сельское поселение       |
| 4  | Бакшан              | деревня | ↘89       | Боровое сельское поселение             |
| 5  | Банниково           | деревня | ↘65       | Кочердыкское сельское поселение        |
| 6  | Барсучье            | деревня | ↘375      | Октябрьское сельское поселение         |
| 7  | Берёзовский         | посёлок | ↘511      | Уйско-Чебаркульское сельское поселение |
| 8  | Большеникольское    | село    | ↘324      | Никольское сельское поселение          |
| 9  | Боровое             | село    | ↘329      | Боровое сельское поселение             |
| 10 | Буланово            | село    | ↘83       | Октябрьское сельское поселение         |
| 11 | Быково              | деревня | ↘143      | Крутоярское сельское поселение         |
| 12 | Ваганово            | село    | ↘406      | Никольское сельское поселение          |
| 13 | Горелое             | деревня | ↘120      | Кочердыкское сельское поселение        |
| 14 | Деньгино            | деревня | ↘134      | Маякское сельское поселение            |
| 15 | Жохово              | деревня | ↘65       | Октябрьское сельское поселение         |
| 16 | Журавлиное          | деревня | ↘224      | Мяконькское сельское поселение         |
| 17 | Загребино           | деревня | ↘25       | Кочердыкское сельское поселение        |
| 18 | Замериново          | деревня | ↘31       | Боровое сельское поселение             |
| 19 | Зуевка              | деревня | ↘73       | Боровое сельское поселение             |
| 20 | Каманкуль           | деревня | ↘48       | Лысковское сельское поселение          |
| 21 | Камышное            | деревня | ↘261      | Уйско-Чебаркульское сельское поселение |
| 22 | Каракульское        | село    | ↘1135     | Каракульское сельское поселение        |
| 23 | Киевка              | деревня | ↘108      | Октябрьское сельское поселение         |
| 24 | Кочердык            | село    | ↘848      | Кочердыкское сельское поселение        |
| 25 | Крутоярский         | посёлок | ↘925      | Крутоярское сельское поселение         |
| 26 | Кузнецово           | деревня | ↘69       | Лысковское сельское поселение          |
| 27 | Лафетное            | деревня | ↘35       | Кочердыкское сельское поселение        |
| 28 | Лебедки             | деревня | ↘253      | Октябрьское сельское поселение         |
| 29 | Лысково             | село    | ↘302      | Лысковское сельское поселение          |
| 30 | Маячное             | село    | ↘392      | Маякское сельское поселение            |
| 31 | Могильное           | деревня | ↘57       | Лысковское сельское поселение          |
| 32 | Мяконьки            | село    | ↘242      | Мяконькское сельское поселение         |
| 33 | Нововарламово       | деревня | ↘253      | Свободненское сельское поселение       |
| 34 | Новомосковское      | село    | ↘447      | Октябрьское сельское поселение         |
| 35 | Октябрьское         | село    | ↘6462     | Октябрьское сельское поселение         |
| 36 | Окунево             | деревня | ↘60       | Кочердыкское сельское поселение        |
| 37 | Петровский          | посёлок | ↘250      | Крутоярское сельское поселение         |
| 38 | Петроград           | деревня | ↘10       | Свободненское сельское поселение       |
| 39 | Подовинное          | село    | ↘1369     | Подовинное сельское поселение          |
| 40 | Свободный           | посёлок | ↘323      | Свободненское сельское поселение       |
| 41 | Семёновка           | деревня | ↘81       | Октябрьское сельское поселение         |
| 42 | Сосновенькое        | деревня | ↘208      | Подовинное сельское поселение          |
| 43 | Спорное             | деревня | ↘110      | Подовинное сельское поселение          |
| 44 | Степановка          | деревня | ↘81       | Октябрьское сельское поселение         |
| 45 | Сысоево             | деревня | ↘222      | Маякское сельское поселение            |
| 46 | Теренкуль           | деревня | ↘260      | Подовинное сельское поселение          |
| 47 | Уйско-Чебаркульская | деревня | ↘824      | Уйско-Чебаркульское сельское поселение |
| 48 | Харлуши             | деревня | ↘237      | Подовинное сельское поселение          |
| 49 | Чернякино           | деревня | ↘109      | Кочердыкское сельское поселение        |
| 50 | Чудиново            | село    | ↘456      | Чудиновское сельское поселение         |
| 51 | Шипкино             | деревня | ↘258      | Маякское сельское поселение            |
| 52 | Шишминка            | деревня | ↘457      | Маякское сельское поселение            |

### Упразднённые населённые пункты
- 2024 год — деревня Варваринка

## Экономика

### Сельское хозяйство
Основная отрасль — сельское хозяйство. Сельскохозяйственные предприятия: 7 акционерных обществ, 5 колхозов, 2 коллективных предприятия и 165 крестьянских (фермерских) хозяйств. Деятельность основных предприятий связана с переработкой сельскохозяйственного сырья. Земельный фонд района составляет 435 635 гектаров, из него земли сельскохозяйственного назначения — 380 535 га, земли поселений — 2 533 га, земли промышленности — 39 855 га, земли запаса — 11598 га.
Растениеводство представлено возделыванием зерновых и кормовых культур. Посевные площади составили в 2009 году 148,8 тыс. гектаров, из них посевы зерновых — 120,9 тыс. га, кормовых — 27,6 тыс. га.
Животноводство занимается разведением крупного рогатого скота мясо — молочного направления. Поголовье скота в общественном секторе экономики на 01.01.2010 года составило 9,8 тыс. голов, из них коров — 3,6 тыс. голов. Надой молока на 1 фуражную корову в 2010 году достиг 3629 кг молока, среднесуточный привес крупного рогатого скота — 523 грамма.
Крупными сельскохозяйственными предприятиями района являются: КП «Подовинное», ЗАО «Каракульское», ООО «ЮГС-Агро».
Промышленность в районе связана с переработкой сельскохозяйственного сырья и имеет местное значение. Промышленные предприятия представлены ООО «Агросельхозпродукт», КФХ «Данила», КФХ «Лига-М», все эти предприятия выпекают хлеб.
На территории района расположен Октябрьский лесхоз, площадь, покрытая лесами — 30,5 тыс. га, лесистость района — 7 процентов. Все леса переведены в 1-ю группу лесов и выполняют, в основном, защитные функции и незначительно эксплуатируются.

### Транспорт
Трубопроводных и железнодорожных магистралей на территории района нет. Основной вид транспорта — автомобильный. Протяженность дорог общего пользования — 349 километров. Двадцать процентов дорог составляют дороги с асфальтобетонным покрытием, 42 процента — с чернощебеночным и 38 процентов — со щебеночным покрытием. Протяженность внутрихозяйственных дорог — 220 километров.
Водоснабжение населения района питьевой водой осуществляется Октябрьским групповым водопроводом, протяженность которого более 70 километров. Подземное водохранилище находится на территории соседнего Троицкого района.
В 2005 году в район вошел газ. По состоянию на 01.01.2010 года практически полностью газифицировано с. Подовинное, с. Кочердык, с. Лебедки, с. Горелое, частично — с. Октябрьское.
Автомобильные дороги областного значения Челябинск — Октябрьское и Троицк — Октябрьское проходят по территории района с северо — запада и юго — запада к районному центру. В районе функционирует десять частных автозаправочных станций, услуги по ремонту и техническому обслуживанию автомобилей оказывают четверо частных предпринимателей.
Общая площадь жилищного фонда — 536 тыс. м²., обеспеченность жильем одного жителя — 18,5 м². Жилые строения возведены преимущественно в 1971—1995 годы — 43 %, в 1946—1970 годы — 40 %. Около 2 % жилого фонда имеют износ свыше 65 %. Большая часть населения проживает в домах приусадебного типа. Двухэтажные жилые дома возведены в районном центре и на некоторых центральных усадьбах (с. Подовинное, с. Каракульское). Трехэтажная жилая застройка имеется только в районном центре. В настоящее время строительство жилья ведется, в основном, за счет средств населения.

## Образование
На 1 января 2010 года образовательная система состоит из 19 общеобразовательных учреждений (15 — средних, 3 — основных, 1- начальная). Общее количество учащихся в школах — 2 562 человек.
Имеется Государственное образовательное учреждение начального профессионального образования «Профессиональное училище № 116», в котором обучается 208 человек.

## Здравоохранение
На территории Октябрьского муниципального района действуют:
2 офиса врачей общей практики в с. Подовинное и с. Каракульское
3 амбулаторные больницы в п. Крутоярский, с. Чудиново, с. Кочердыкское
ФАПы в остальных населенных пунктах
В Подовиновском и Каракульском офисах открыты койки дневного пребывания (по 5 в каждом)
поликлиника ЦРБ с. Октябрьского для оказания амбулаторно-поликлинической помощи населению.
Среднегодовой объем посещений — 102 242.
стационар ЦРБ с. Октябрьского для оказания стационарной медицинской помощи, в котором ежегодно лечится — 3600 чел.
В апреле 2008 года был введен в действие новый акушерский корпус, где разместились акушерско-физиологическое и детское отделения, женская и детская консультации.
Обеспеченность врачами в Октябрьском районе составляет 30 человек, из них:
— терапевтических профилей — 7;
— хирургических профилей — 3;
— акушерско-гинекологических — 2.
Средних медицинских работников 209 человек. Обеспеченность населения больничными койками — 181 штука.

## Известные уроженцы
- Галкин Александр Александрович — советский и российский военачальник, начальник Главного автобронетанкового управления Министерства обороны СССР и Российской Федерации (1988—1997), генерал-полковник, отец пародиста Максима Галкина. Родился 6 октября 1935 года в селе Буланово.
- Дейнеко, Николай Григорьевич (1920—1943) — Герой Советского Союза, старший лейтенант.
- Луценко, Василий Денисович (1922—1948) — Герой Советского Союза, лейтенант.